# Bank Indonesia-museum
Het Bank Indonesia-museum (Indonesisch: Museum Bank Indonesia) is een museum in de Indonesische hoofdstad Jakarta, naast het Bank Mandiri-museum, tegenover Station Jakarta Kota. Het gebouw uit 1913 diende als hoofdkantoor van de Javasche Bank en daarna van Bank Indonesia.

## Geschiedenis
Het gebouw was tussen 1910 en 1913 gebouwd in opdracht van de Javasche Bank en zou dienen als hoofdkantoor. De omgeving waar het gebouw staat, de oude benedenstad van Batavia, ontwikkelde zich tussen 1910 en 1940 als zakelijk centrum. Voordat dit gebouw verscheen stonden in de wijk al de bankgebouwen van Chartered Bank en de Hongkong and Shanghai Banking Corporation. Het ontwerp werd door Eduard Cuypers in Amsterdam gemaakt. De uitvoering werd door architect Hulswit in Batavia begeleid. Het gebouw werd in neorenaissance stijl gebouwd met een paleisachtige uitstraling en oud-Javaanse ornamenten. In opvolgende jaren werden meerdere bankgebouwen in eenzelfde stijl door de architect Eduard Cuypers in de archipel ontworpen.
Het gebouw had drie gelijke risalieten, bekroond met dakkapellen en verbonden met elkaar door twee lange vleugels. In het midden boven het dak stond een klokkentoren die tot 1936 beklommen kon worden. De gebouw was versierd met ornamenten afkomstig van de aterlier van Van den Bossche en Crevels in Amsterdam. Toegang tot de bank kon verkregen worden via twee kleine ingangen met een halfronde luifel. Binnen kon men via de trap naar boven naar de publieksruimte op de bel-etage van 6.5 meter hoog. Op de betrekkelijk lage begane grond was de kluis, waren de toiletten voor het personeel en was de laad- en losplaats voor de geldtransporten. Grenzend aan de publieksruimte bevond zich de effectenafdeling, kassiersruimte en de boekhouding. Op dezelfde verdieping en verbonden met de boekhouding, bevond zich de drukkerij van het papiergeld. De ramen in de kantoorruimten waren eenvoudig terwijl de ramen in de publiekshal en het raam waar de directietrap op uit kwam, rijkelijk gedecoreerd waren met gebrandschilderd glas-in-lood, afkomstig uit de atelier van Jan Schouten uit Delft. Afgebeeld was onder andere: de industrie, een factorij, de Indische landbouw, de suikerindustrie en de scheepvaart. Het rijk versierde raam bij de directietrap bevatte de wapens van Semarang, Batavia en Soerabaja en het opschrift "de javasche bank opgericht anno 1828". Daarnaast was het gebouw versierd met Javaanse houtsnijwerken.
Tijdens de nieuwbouw in 1913 bleef de oude vleugel gehandhaafd. Deze vleugel stond langs de Kali Besar en aan de Bankstraat en zou tussen 1922 en 1928 vervangen worden. Het ontwerp was opnieuw van Cuypers en sloot aan bij het gebouw uit 1913. Het werd klassieker dan het eerdere pand en de gehele gevel langs de Kali Besar kreeg een arcade. Tussen de nieuw vleugel en het pand uit 1913 kwam een ruimte voor een grote vergaderzaal. Deze werd gedecoreerd met turquoise kleurige tegeltjes, gebakken door de Porceleyne Fles in Delft en gebrandschilderde ramen van Jan Schouten.
Het gebouw werd in 1933 uitgebreid en verbouwd en nogmaals in 1936. Bij de laatste verbouwing, naar ontwerp van Thomas Nix van het bureau Fermont-Cuypers, is het front vernieuwd en het torentje verwijderd. Tevens werd het gebouw gemoderniseerd. De feestelijke opening was in 1937. Het gebouw was opgetrokken in klassieke Indische Stijl.

## Museum
Tussen 2004 en 2006 vond een restauratie plaats onder architect Han Awal en na afloop werd het gebouw in gebruik genomen als museum. Op 15 december 2006 was de officieuze opening door de toenmalige gouverneur van Bank Indonesia, Burhanuddin Abdullah. De officiële opening van het museum was op 21 juli 2009 door de Indonesische president Susilo Bambang Yudhoyono. Het museum toont de geschiedenis van Bank Indonesia en de invloed die het heeft gehad op het Indonesische bankwezen. Hierbij wordt gebruikgemaakt van moderne technologie en multi-media, zoals elektronische displays, plasma televisies en een diorama.

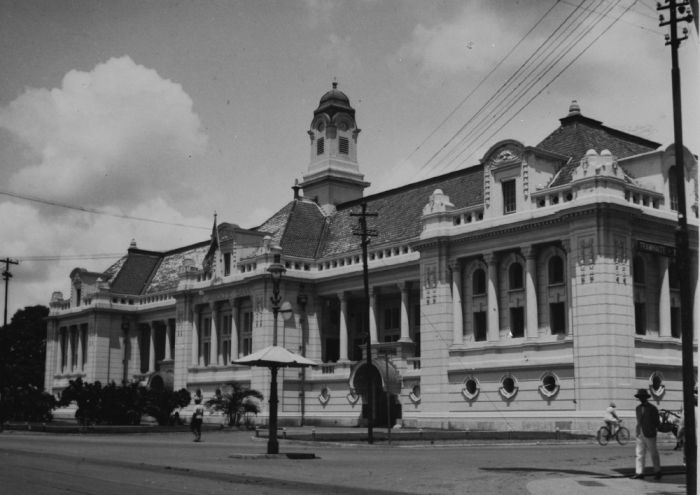
Het hoofdkantoor van de Javasche Bank voor de verbouwing van 1935
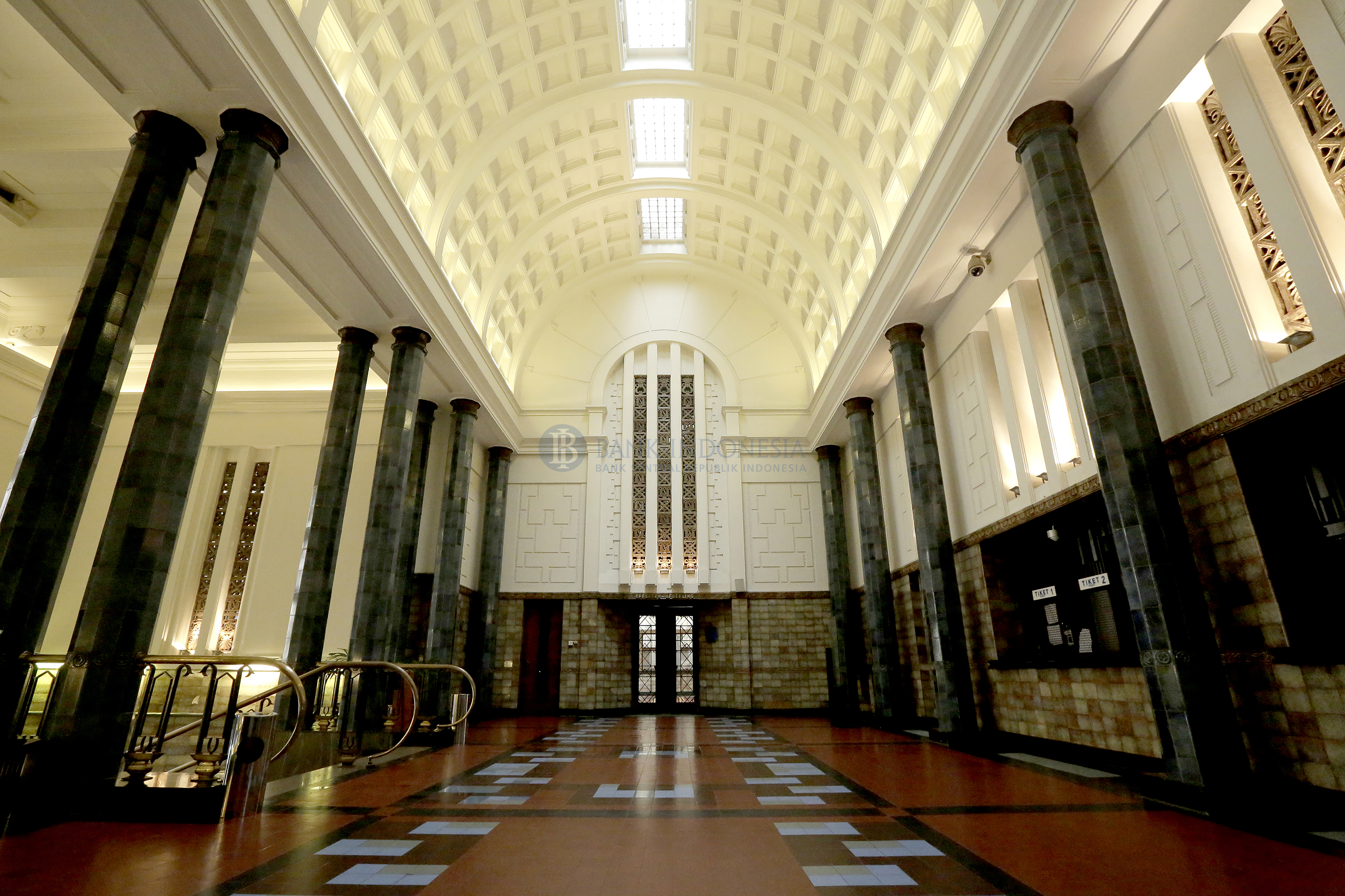
Publieksruimte
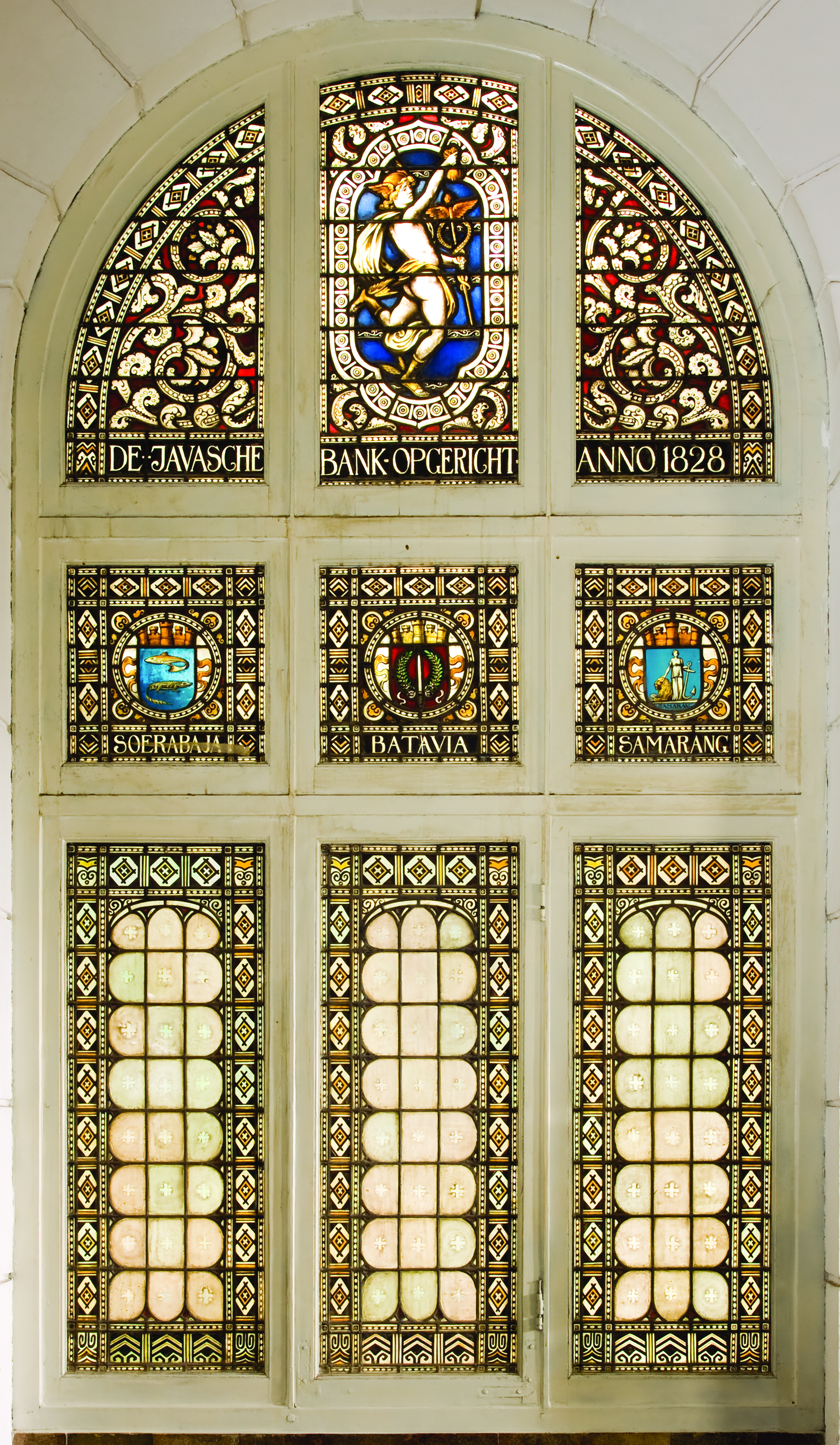
Glas-in-loodraam met de wapens van Semarang, Batavia en Soerabaja
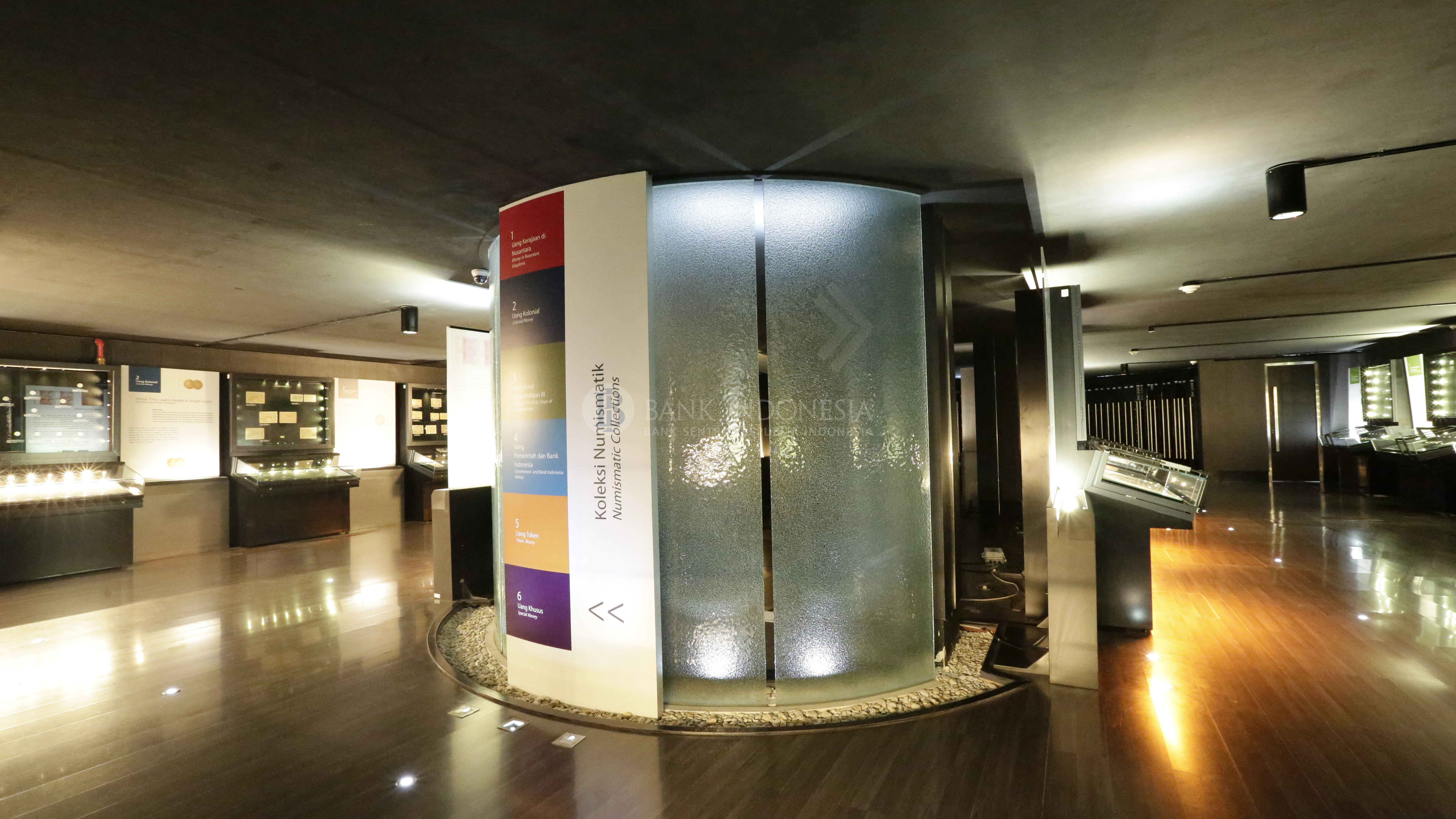
Expositie
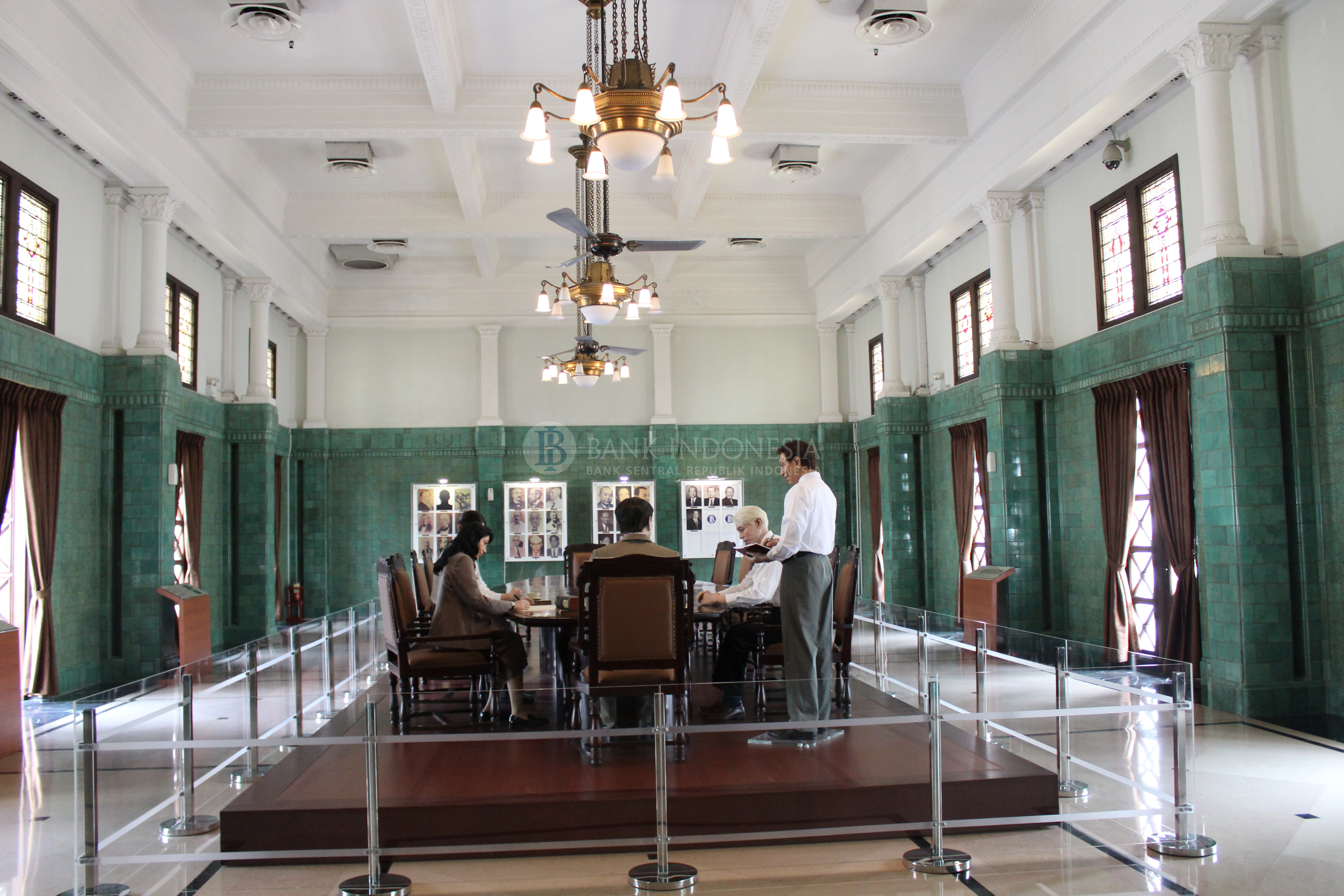
De grote vergaderzaal.
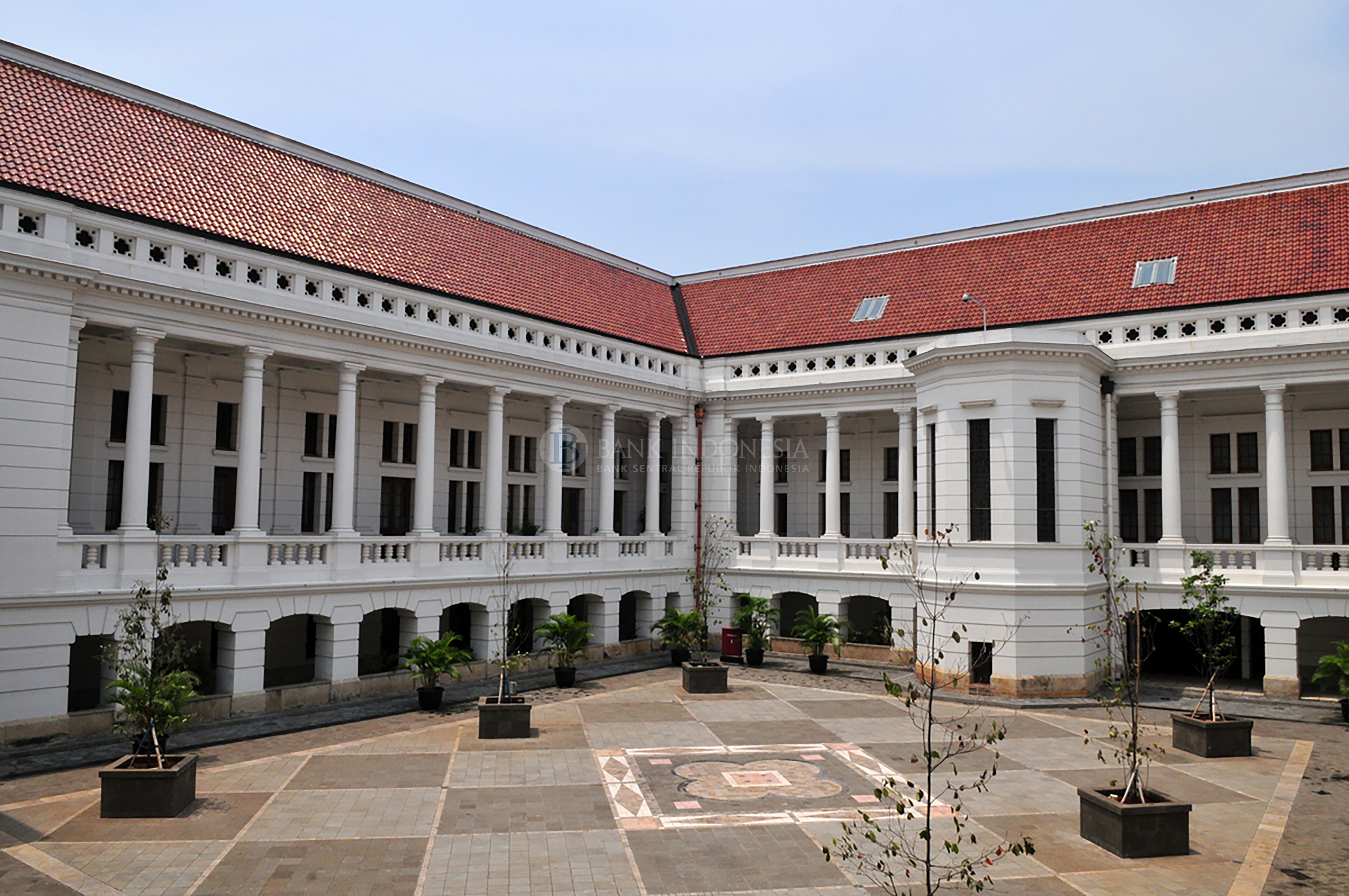
Binnenplaats

## Voetnoten
1. ↑  Passchier, Cor (2016): Bouwen in Indonesië, 1600-1960, Volendam, PM Publishers, ISBN 9789460224249 blz. 187
2. ↑  Akihary, Huib (1990): Architectuur & stedebouw in Indonesië 1870 / 1970, Zutphen, De Walburg pers, ISBN 9789060116975 blz. 35
3. ↑  Norbruis, Obbe (2018A): Alweer een sieraad voor de stad: het werk van Ed. Cuypers en Hulswit - Fermont in Nederlands Indië 1897 - 1927, Volendam, LM Publishers, ISBN 9789460224690 blz. 162-164
4. ↑  Norbruis, Obbe (2018A): Alweer een sieraad voor de stad: het werk van Ed. Cuypers en Hulswit - Fermont in Nederlands Indië 1897 - 1927, Volendam, LM Publishers, ISBN 9789460224690 blz. 270-273
5. ↑  Passchier, Cor (2016): Bouwen in Indonesië, 1600-1960, Volendam, PM Publishers, ISBN 9789460224249 blz. 190
6. ↑  Norbruis, Obbe (2018B): Architectuur met vlag en wimpel, het werk van Fermont-Cuypers in Nederlands-Indië en Indonesië, Volendam, LM Publishers, ISBN 9789460224706 blz. 44-46, 194, 210-215.
7. ↑  Het nieuwe gebouw van de Javasche Bank te Batavia, Soerabaijasch handelsblad, 15 juni 1937